# Chen Shui-bian
Chen Shui-bian (Tainan, 12 de outubro de 1950) é um político de Taiwan, foi presidente de Taiwan de 2000 até 2008.
Formado em Administração e Direito, governou seu país por dois mandatos consecutivos, de 2000 a 2008. Depois de deixar a presidência, Chen e sua esposa Wu Shu-chen, foram acusados de fraude, corrupção e lavagem de dinheiro, num desfalque total de cerca de US$ 17 milhões, julgados e condenados à prisão perpétua pela corte de Taipei, em 11 de setembro de 2009.